# Боливар (држава Венецуеле)
Боливар (шп. Estado Bolívar),  једна је од 23 државе у Боливарској Републици Венецуели. Обухвата скоро петину површине Венецуеле, али има мање од 1% укупне популације те државе. Покрива укупну површину од 238.000 км ² и има 1.648.110 становника (2011). Његова густина је 0,8 становника по км ².
Главни и највећи град носи исто име као и држава Боливар.

## Историја
Територија коју покрива данашња савезна држава Боливар је претходно била део шпанске провинције Гуајана, за време шпанског царства (од 1585), а у саставу исте провинцију као део Венецуеле (до 1864). Након Федералног рата, провинције у Венецуели су замењене савезним државама.

## Галерија
- Анђеоски водопад је највиши водопад на свету
- Поглед на град Боливар, престолницу истоимене државе